# Catedral de Hamar
La catedral de Hamar (en noruego, Hamar domkirke) es el templo luterano sede de la Diócesis de Hamar de la Iglesia de Noruega. Fue concluida en 1866.

## Generalidades
La iglesia comenzó a ser construida una vez que Hamar obtuvo privilegios de ciudad en 1849 y dos años después fue designada sede episcopal. La construcción quedó en manos del arquitecto alemán Heinrich Ernst Schirmer.
Es una iglesia salón con cupo para 600 personas. Su diseño sigue un estilo neorrománico inspirado en la arquitectura románica alemana, y forma parte del movimiento historicista que cundió en la arquitectura de Noruega durante la segunda mitad del siglo XIX. La única torre se ubica en el extremo oeste del templo, donde también se halla la entrada principal.
El exterior es bastante sencillo, con excepción del portal principal, que contiene una rica decoración en las arquivoltas.
En el interior destaca el altar, que representa la resurrección de Jesús, una obra de Henrik Sørensen de 1954 basada en el arte medieval nórdico.

## Historia

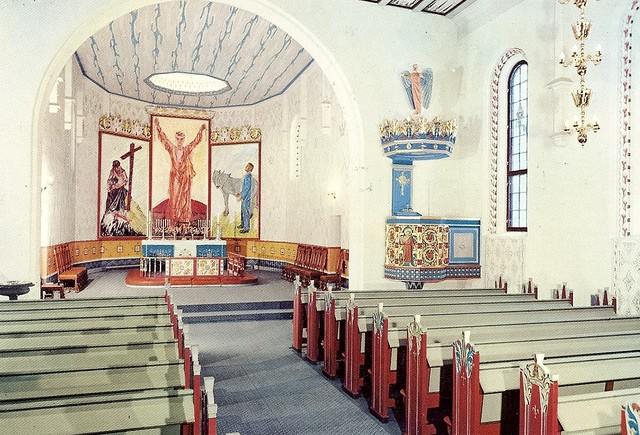
Interior de la catedral, con el altar al fondo.

Hamar había sido sede de un arzobispado católico durante la Edad Media. La catedral de esa época fue destruida en 1567 por los suecos durante la invasión que éstos realizaron a Noruega en la Guerra Nórdica de los Siete Años.
A partir de la década de 1920 se comenzaron a realizar cambios en la catedral, pero fue durante la década de 1950 que, a iniciativa del obispo Kristian Schjelderup, se llevó a cabo el mayor número de remodelaciones en el interior, que incluyó el cambio de una buena parte del inventario. La remodelación, conducida por el arquitecto Arnstein Arneberg, quedó finalizada el 9 de mayo de 1954. El cambio más significativo de Arneberg fue la parte elevada de la nave, inspirada en las basílicas.
Los frescos del techo fueron pintados por Arve Hagen y entre sus motivos principales se encuentran los evangelistas, el espíritu santo y un ángel músico. El zócalo alrededor del altar es una talla de Anthon Røvik, quien también creó el púlpito, con una talla de San Francisco de Asís. Sobre el púlpito, hay una escultura de un ángel, tallada por la escultora Ragnhild Buteschön.
Únicamente la pila bautismal y los candelabros del altar forman parte del inventario original. El retablo de 1866 de Christen Bruun, con Jesús en el huerto de Getsemaní, se encuentra en la galería del órgano.

## Trivia
La catedral de Hamar fue la sede de Rosemarie Köhn, la primera mujer obispo en la Iglesia de Noruega.
La célebre soprano noruega Kirsten Flagstad ofreció en la catedral su último concierto, el 21 de octubre de 1958.